# Cantorchilus leucotis
Cantorchilus leucotis е вид птица от семейство Troglodytidae.

## Разпространение
Видът е разпространен в Боливия, Бразилия, Колумбия, Еквадор, Френска Гвиана, Гвиана, Панама, Парагвай, Перу, Суринам и Венецуела.